# Hans Alberthal
Hans Alberthal (entre 1575 a 1580 em Roveredo, Grisões; † 1648 em Bratislava; também Johann Alberthal, Giovanni Albertalli ou Albertallo, Alberthaler, Albertolus) foi um mestre construtor de Grisões que desempenhou um papel decisivo em vários edifícios renascentistas, especialmente na Alemanha.

## Vida
Hans Alberthal era filho do pedreiro Peter/Pietro Alberthal, que faleceu a 18 de Dezembro de 1615 em Eichstätt e nasceu em Roveredo (aldeia de Carasole); Não está claro se nasceu em Roveredo ou se já estava em Eichstätt. Tinha vários irmãos; dois dos quais (Albert, † 1641, e Martin,* cerca de 1593) estão documentados como mestres pedreiros. Recebeu a sua formação como artesão do pai, com quem construiu o pavilhão de caça em Hirschbrunn, provavel obra de Gilg Vältin/Giulio Valentini, que trabalhava em Lauingen, Dillingen, Höchstädt e Neuburg an der desde cerca de 1584.
Por volta de 1600 (é certo que foi em 1603) Alberthal foi empregado em Dillingen, onde casou com Johanna em 1601 († 1630), de quem teve três filhos e uma filha, a saber, Peter (* cerca de 1601), Margaretha (* cerca de 1605), Johann (* cerca de 1611) e Heinrich (* cerca de 1616). Após a morte da sua mulher em 1630, casou pela segunda vez em Dillingen em 1631, com uma Margaretha (Chorolanza) de Chur, que lhe deu os filhos Johann Peter (*1632) em Dillingen, Maria Elisabeth (*1638), Martin (*1640) e Johanna (*1642) em Pressburg (Bratislava). Pouco depois do batismo de Johanna, casou com a sua terceira mulher, Anna Maria, em Bratislava, que deu à luz o seu filho Paul em 1648. Em 1649 é mencionada como viúva. Outros possíveis filhos, em particular o filho Albert ou Albrecht, mencionado em dois documentos de 1653 e 1656 como herdeiro de Hans Alberthal, não podem ser provados devido à existência incompleta dos registos de baptismo.
Em 1606, era coproprietário de uma casa em Dillingen, mas construiu a sua própria casa no ano seguinte. Posteriormente, fez várias compras e vendas de casas e terrenos. Em 1619 era conselheiro, por volta de 1623/24 era zelador de doentes, em 1625 era senador e em 1632 era zelador dos santos (na igreja) em Dillingen. A sua propriedade foi confiscada em 1643 por causa do desabamento da igreja paroquial de Dillinger, pelo qual foi considerado responsável.

## Ligações exernas
- Foto der Neuburger Hofkirche
- Foto der Kirche von Aufkirch (Memento vom 10. julho 2007 im Internet Archive)
- Geschichte und Foto von St. Gallus in Steppach (Memento vom 28. setembro 2007 im Internet Archive)
- Foto der Schutzengelkirche in Eichstätt